# Sturmfeder von Oppenweiler

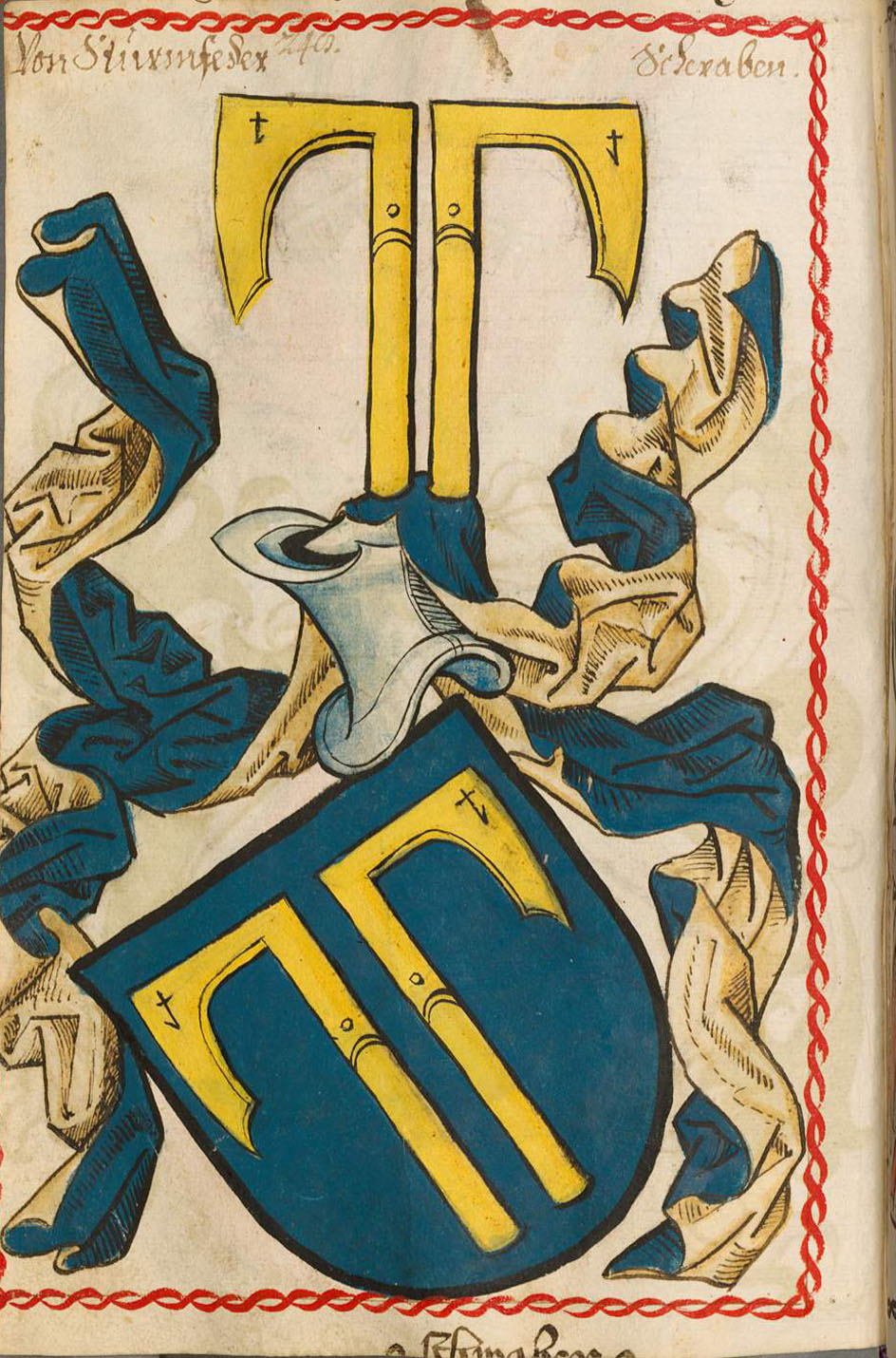
Wappen des Geschlechts Sturmfeder aus dem Scheiblerschen Wappenbuch

Die Herren Sturmfeder von Oppenweiler sind als begüterte Familie seit dem Hochmittelalter in Südwestdeutschland nachgewiesen. Der frühe Besitz der ursprünglich badischen Ministerialen lag im Neckartal und im Schozachgau, die Familie nannte sich dann jedoch nach ihrem Sitz in Oppenweiler bei Backnang.
Die Sturmfeder von Oppenweiler sind 1901 im Mannesstamm erloschen, ihr Besitz fiel an die Erbenlinie der Grafen von Bentzel-Sturmfeder-Horneck.

## Familiengeschichte

### Abstammung
Der Stammbaum der Familie wird in der älteren Literatur auf Regina Sturmfederin zurückgeführt, welche um 970 einen Arnold von Berglingen geheiratet habe. Ein Philipp Sturmfeder soll sich 1197 mit einer Gutte von Westerstetten vermählt haben. Diese frühen Vorfahren gelten inzwischen als nicht belegt.
Mitglieder der Familie standen als Dienstmannen in badischer Ministerialität. Die frühen Besitzungen der Familie lagen im Neckartal um Geisingen und im Schozachgau um Ilsfeld. Ihr Wappen zeigt zwei aufgerichtete Sturmfedern, wie die mittelalterlichen Streitäxte genannt wurden. Wappengleichheit und vermutlich auch Verwandtschaft besteht mit den bis zur Mitte des 14. Jahrhunderts ebenfalls im Schozachgau auftretenden Herren von Helfenberg, die wie die Sturmfeder von derselben Familie Röder abstammen könnten.
Selbst die jüngere Literatur enthält keine vollständige Stammtafel der Familie, deren Erforschung insbesondere dadurch erschwert wird, dass es viele Familienmitglieder mit den Namen Burkhard und Friedrich gab, deren verwandtschaftliche Zusammenhänge sich aus den Urkunden nicht genau fassen lassen. Eine neuere Arbeit im Heimatbuch Oppenweiler von 1992 versucht daher lediglich eine Gliederung in 18 Generationen seit dem ersten bekannten Sturmfeder 1262 bis zum Aussterben der Hauptlinie 1901.

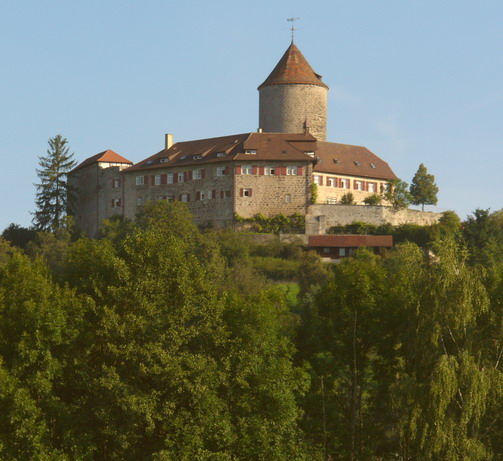
Burg Reichenberg in Oppenweiler

Auf Burg Reichenberg in Oppenweiler sind die Sturmfeder von Oppenweiler erstmals 1293 nachgewiesen. Als württembergisches Lehen der zur freien Reichsritterschaft zählenden Herren Sturmfeder zählte Oppenweiler nicht direkt zum württembergischen Staat, sondern zum Ritterkanton Kocher, dem die Sturmfeder angehörten. Erst mit der Mediatisierung der Reichsritterschaft aufgrund des Reichsdeputationshauptschlusses fiel Oppenweiler an Württemberg.

### Stammfolge
Der erste urkundlich belegte Vertreter des Geschlechts war ein 1262 erwähnter Burkhard Sturmfeder. Ein 1293 aufgeführter Burkhard war vermutlich dessen gleichnamiger Sohn und trug erstmals den Herkunftsnamen de Oppenwiler (von Oppenweiler), wohin er vermutlich vom badischen Dienstherrn versetzt worden war. Ein Friedrich Sturmfeder († 1300) begründete außerdem eine über längere Zeit bestehende Familienlinie in Großingersheim.
Ein Burkhard Sturmfeder von Oppenweiler († 1364), wahrscheinlich der Sohn des erstmals dort erwähnten Burkhard, war württembergischer Unterlandvogt. Er erwarb Pfandschaften in Neudenau, Katzental, Jagstfeld, Offenau, Duttenberg und weiteren Orten der Umgebung, die jedoch 1362 wieder an das Reich fielen. 1356 erwarb er nach dem Aussterben der Herren von Helfenberg deren Besitz an Burg Stettenfels mit Untergruppenbach, wo er zeitweilig auch lebte. Er starb 1364 und hinterließ mehrere gleichnamige Söhne. Sein Sohn Burkhard genannt Sturmlin fiel 1377 in der Schlacht zu Reutlingen. Ein weiterer Sohn Burkhard der Jüngere († 1400) brachte durch Einheirat den Hauptteil der Burg Stettenfels von den Herren von Hirschhorn an sich und begründete die Stettenfelser Linie der Familie, die ab 1358 auch Gerichtsherren zu Flein waren, diese Rechte dann aber 1385 an die Reichsstadt Heilbronn veräußerten.

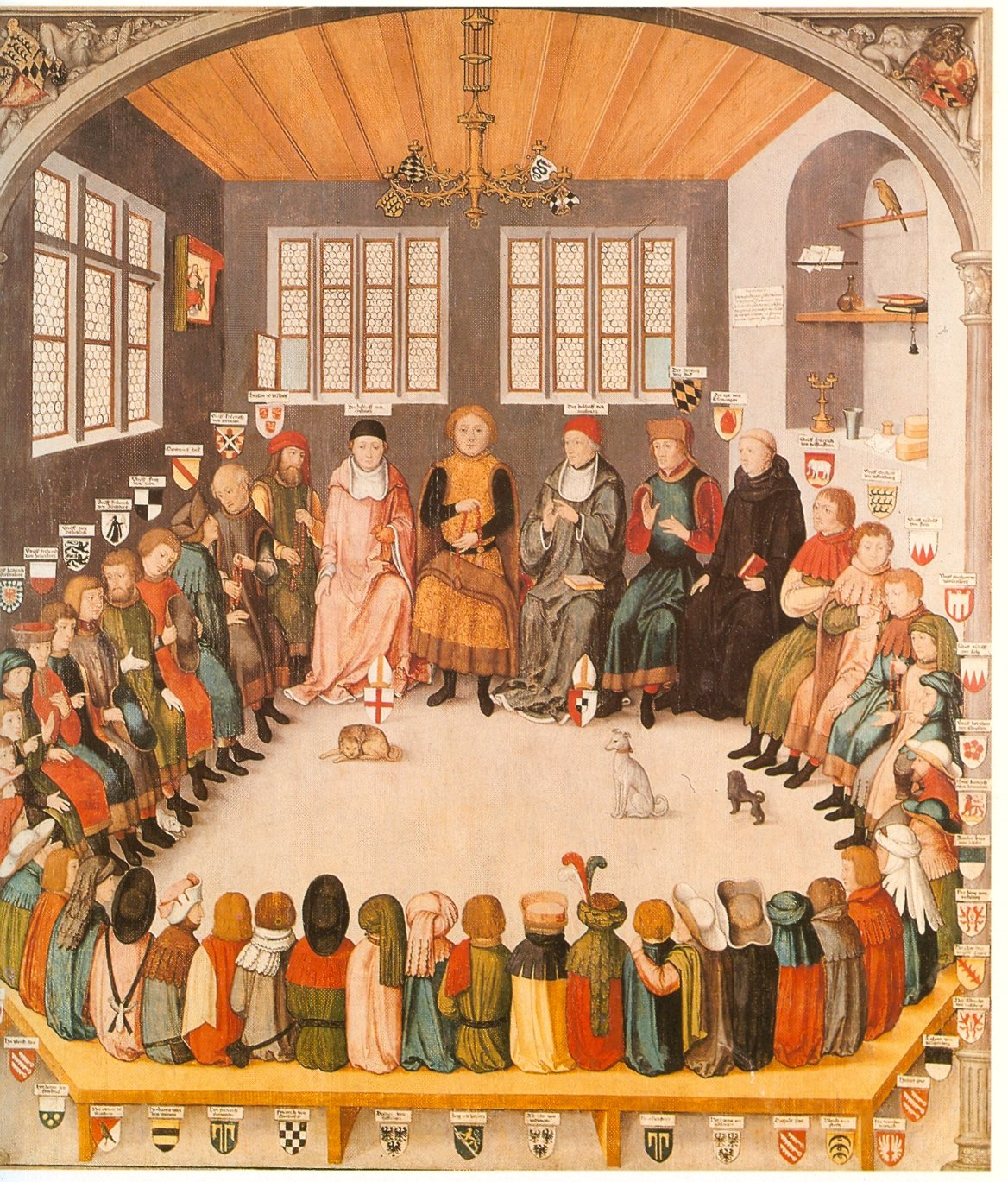
Hans Sturmfeder (Nr. 28) und Friedrich Sturmfeder (Nr. 33) als Teilnehmer einer Ratssitzung Eberhards des Milden

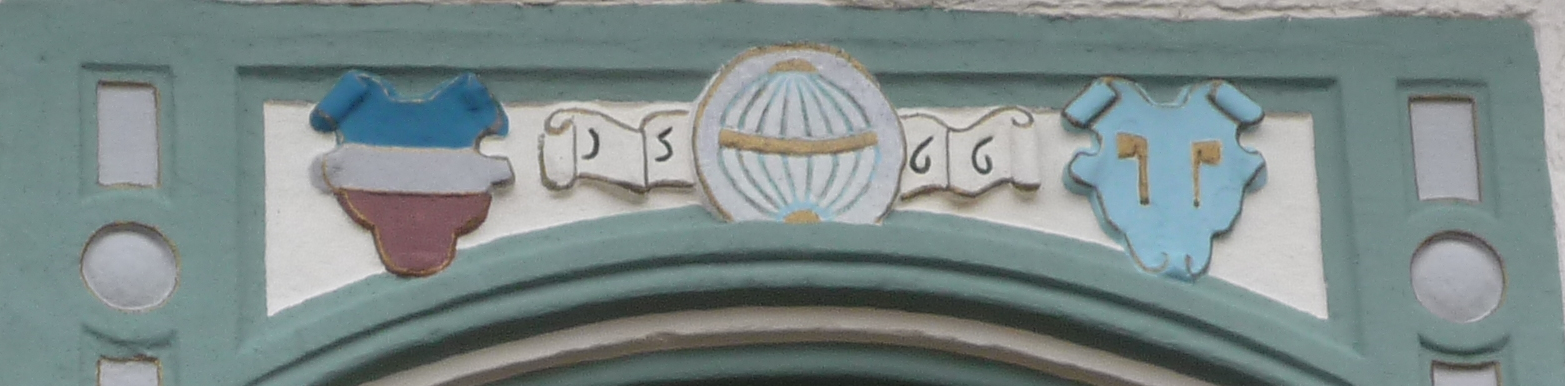
Allianzwappen Flersheim (links) und Sturmfeder von Oppenweiler, am Herrenhaus auf dem Aschbacherhof (Trippstadt), 1566. Es stammt von dem Ehepaar Friedrich von Flersheim († 1575, Neffe des Speyerer Bischofs Philipp von Flersheim) und Amalia Sturmfeder von Oppenweiler.

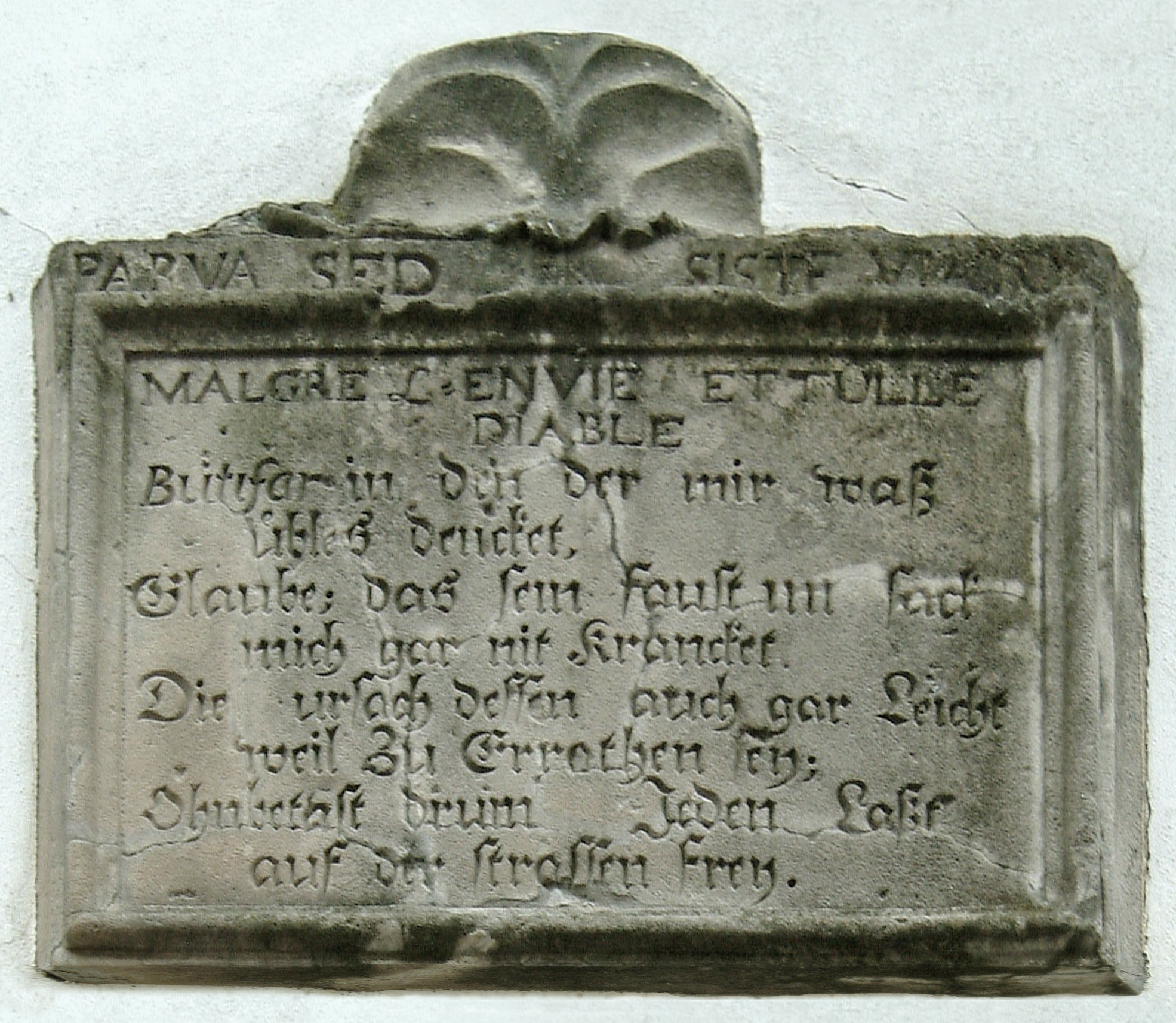
Schmähinschriften am Michelstor

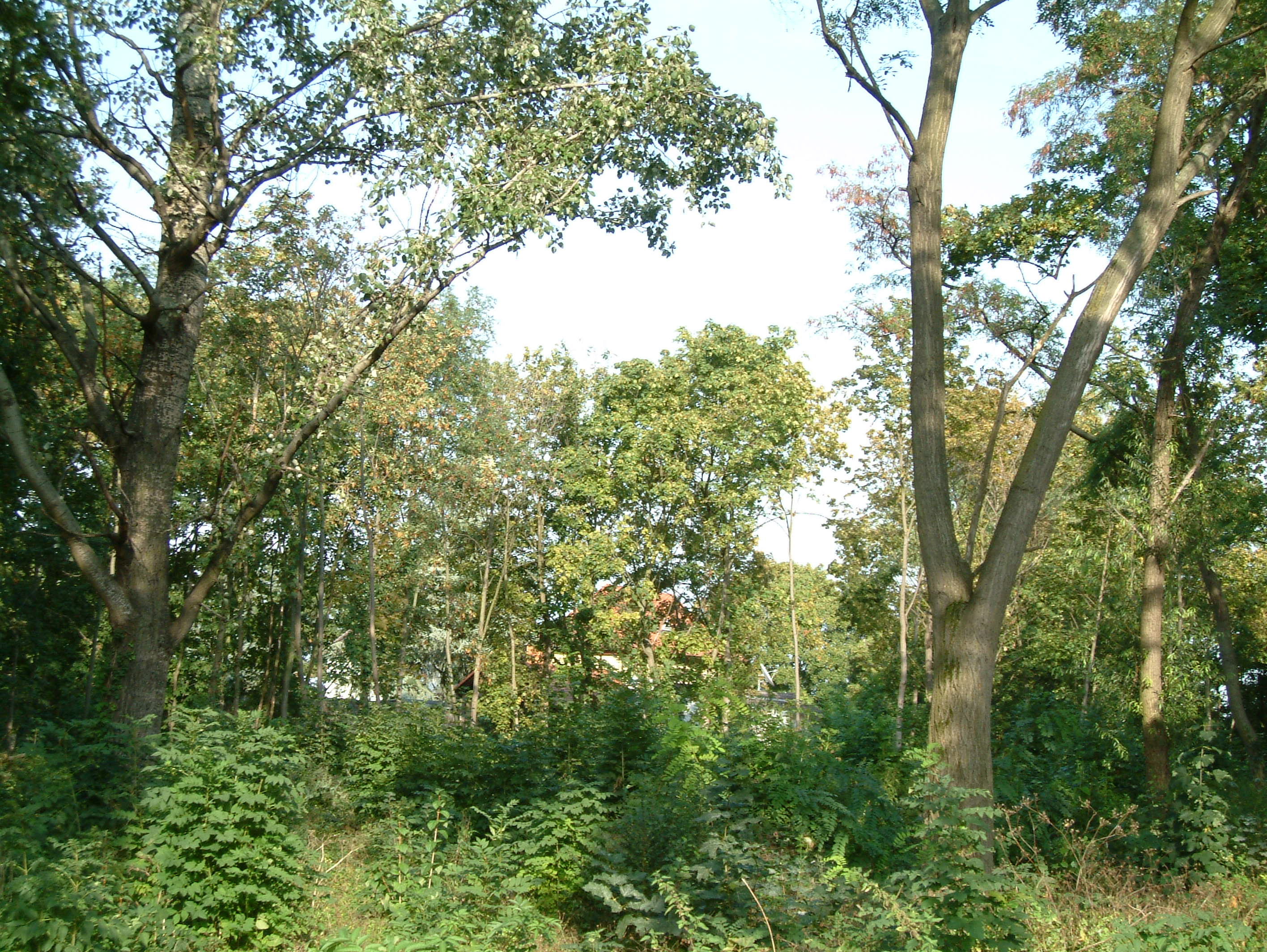
Sturmfederscher Kellergarten in Dirmstein (2006)

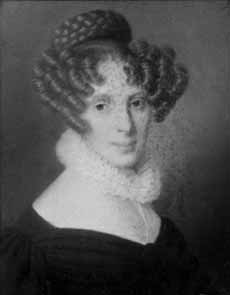
Louise von Sturmfeder

Im Lauf der Generationen gab es einen regen Wechsel der Besitztümer der Familie. 1388 wurden die Herren Sturmfeder Ortsherren über Aspach. 1396 erhielt ein Friedrich Sturmfeder durch Graf Eberhard III. von Württemberg „ein Pflug Acker im Schotzacher Holz“ zu Lehen. Die komplizierten Markungsverhältnisse wie in Schozach führten teilweise zu jahrhundertelangem Streit mit Württemberg. Hans (der Ältere) Sturmfeder war um 1400 württembergischer Rat und Obervogt. Sein Bruder Swigger Sturmfeder († 1442) war vermutlich der Erbauer des ersten Unteren Schlosses in Talheim, verkaufte aus Geldnot jedoch große Teile seines Besitzes. Ein Heinrich Sturmfeder erhielt 1430 Burg und Dorf Oppenweiler mit verschiedenen Gütern als württembergisches Lehen, ebenso ein Friedrich Sturmfeder († 1471), der 1462 in der Schlacht bei Seckenheim zusammen mit Graf Ulrich V. von Württemberg, Markgraf Karl von Baden und dem Bischof Georg von Metz in die Gefangenschaft von Pfalzgraf Friedrich I. geriet. Friedrich Sturmfeder verkaufte seinen Besitz an Burg Stettenfels mit Zugehör an Raban von Helmstatt und saß danach selbst auf Burg Reichenberg in Oppenweiler.
Als Friedrichs Nachfolger im Besitz des Lehens in Oppenweiler erschien ein Burkhard Sturmfeder († 1534), in dessen Herrschaftszeit die Flucht Herzog Ulrichs und die habsburgische Herrschaft in Württemberg, der Bauernkrieg und die frühe Reformation fielen. Das Leben dieses Burkhards bildet die Grundlage des fiktiven Georg von Sturmfeder in dem Roman Lichtenstein von Wilhelm Hauff. Ein Eberhard Sturmfeder, vermutlich Sohn Burkhards, wurde 1525 bei der Weinsberger Bluttat von aufrührerischen Bauern getötet. Während Württemberg im Zeitalter der Reformation überwiegend protestantisch wurde, blieben die Sturmfeder beim katholischen Bekenntnis. Der von den württembergischen Landesfürsten verordnete Glaubenswechsel vollzog sich in den Sturmfederschen Besitztümern daher nur schleppend, und religiöse Auseinandersetzungen hielten bis ins 19. Jahrhundert an.
Das Lehen in Oppenweiler war zeitweise in Gesamthandsbesitz von mehreren Brüdern, von denen aber lediglich einer auch dort lebte. Auf Ludwig Burkhard Sturmfeder († 1573) oder seinen Nachfolger Burkhard Sturmfeder († 1599) geht ein auf um 1575 datierter, aber umstrittener Burgbau in Oppenweiler zurück. Die Lehensnachfolger Wolf Friedrich Sturmfeder († um 1623) und Wilhelm Sturmfeder († 1647) erwarben weitere Güter in Treuenfels (Nordpfalz), Fürfeld und Deidesheim. Während des Dreißigjährigen Krieges wurde der Stumfedersche Besitz in Oppenweiler, Großaspach, Schozach und Deidesheim von schwedischen Kommissaren 1633 in Speyer beschlagnahmt und kam erst nach der Niederlage der Schweden 1634 an die Sturmfeder zurück. Wilhelm Sturmfeder von Oppenweiler und seine Gattin Barbara geb. von Werdenau (Wernau) zählten ab 1625 zu den Hauptwohltätern des neuen Kapuzinerklosters und der zugehörigen Ägidienkirche in Speyer. Allein für die Klostergebäude hatten sie 20.000 Gulden gespendet. Der Sturmfedersche Besitz konnte gemäß einem Familien-Pact von 1603 nur nach bestimmten Regeln innerhalb der Familie vererbt werden. Diese Abmachung wurde später Fideikommiss genannt und mehrfach erneuert. Die Regeln schrieben insbesondere die Vererbung des Besitzes an den männlichen Erstgeborenen vor und verboten die Vererbung von Gütern an Töchter sowie an Söhne in geistlichem Stand.
1640 ehelichte ein Philipp Friedrich Sturmfeder (1615–1689) in der pfälzischen Gemeinde Dirmstein Maria Magdalena Dorothea Lerch, Tochter des Ortsadeligen Caspar Lerch, die ein Schloss und weiteren umfangreichen Besitz in Südwestdeutschland in die Familie einbrachte. Als 1699 die Familie Lerch im Mannesstamm ausstarb, weil Söhne und Enkel Caspar Lerchs ohne weitere männliche Nachkommen geblieben waren, fiel das gesamte Lerch-Erbe an die Familie Sturmfeder. Deren Mitglieder führten seither den Zunamen Erbsassen Lerch von und zu Dirmstein.
Auf Philipp Friedrichs Sohn, Johann Friedrich Franz Sturmfeder (1650–1691), geht die Schreibung „von Sturmfeder“ zurück, die er eigenmächtig einführte und die bis zum Aussterben dieses Familienzweiges beibehalten wurde. Johann Friedrich Franz’ zweitgeborener Sohn Marsilius Franz Sturmfeder von Oppenweiler (1674–1744) pflanzte den Stamm fort und wurde durch seinen Hader mit dem württembergischen Herzog und der Reichsritterschaft legendär. Den nach seiner Meinung siegreichen Ausgang der Zwistigkeiten ließ er 1738 als Kampf mit dem Teufel auf dem Michelstor des heute nach ihm benannten Schlosses in Dirmstein verewigen; zudem ließ er in die Mauern Schmähinschriften gegen seine Widersacher einmeißeln. Bereits vor 1731 hatten die Herren Sturmfeder die Ortsherrschaft über Gau-Odernheim, 1736 erwarb Marsilius Grundbesitz in Niederflörsheim, später auch in Steinbach am Donnersberg hinzu.
Marsilius’ Sohn Johann Franz Georg Ernst von Sturmfeder (genannt Georg Ernst, 1727–1793) war 1758 Oberamtmann in Mosbach, Geheimer Rat und Reisemarschall. Er lebte zumeist in Mannheim und verkaufte 1764 die Herrschaft Börrstadt und Herfingen. Ab 1782 ließ er in Oppenweiler das markante achteckige Wasserschloss (heute Rathaus) errichten, wandte sich jedoch bereits während der Fertigstellung wieder von Oppenweiler ab und erwarb 1788 ein Anwesen in München, in dem er zuvor bereits zur Miete gewohnt hatte. Sein Sohn Carl Theodor von Sturmfeder (1748–1799) lebte ab 1778 auch zumeist in Mannheim, leitete in den 1780er Jahren den Bau von Schloss Oppenweiler und kehrte nach dessen Fertigstellung nach Mannheim zurück. Möglicherweise war er auch der Auftraggeber für den Sturmfederschen Kellergarten in Dirmstein, den – wohl kurz nach 1790 – der Landschaftsarchitekt Friedrich Ludwig von Sckell anlegte. Als die Französische Revolution auf die Pfalz übergriff, wurde Schloss Dirmstein enteignet und versteigert. Ab 1793 wohnte Carl Theodor in Esslingen. 1796 floh die Familie vor den Franzosen nach München und kehrte 1797 zurück. 1797/98, inzwischen selbst krank, hielt sich der Freiherr erneut für ein halbes Jahr in München auf, um dort am Erbschaftsprozess wegen der Hinterlassenschaft des Vaters teilzunehmen. Er verstarb im Januar 1799 kurz nach seiner Rückkehr in Oppenweiler und hinterließ zehn Kinder, nämlich acht Töchter und zwei Söhne. Eine dieser Töchter war Louise von Sturmfeder (1789–1866), die berühmte Erzieherin Kaiser Franz Josephs von Österreich und seines Bruders Kaiser Maximilian von Mexiko.
Carl Theodors Bruder Franz Friedrich von Sturmfeder war katholischer Priester und wirkte von 1812 bis 1818 und von 1819 bis 1821 als Generalvikar von Augsburg. Carl Theodor von Sturmfedern und seine Familie standen in einem engen Freundschaftsverhältnis zu Johann Michael Sailer, dem späteren Regensburger Bischof und Berater von König Ludwig I. (Bayern).
Carl Theodors ältester Sohn Ferdinand Franz Georg von Sturmfeder (1788–1850) trat das Erbe im Alter von knapp elf Jahren an und stand zunächst unter der Vormundschaft eines Grafen Stadion. Stadion veräußerte den gesamten Münchner Besitz, anschließend Wertgegenstände aus dem Mannheimer Vermögen. Die Verkäufe dienten der Finanzierung des Familienunterhalts, da infolge der Napoleonischen Kriege um 1800 die linksrheinischen Besitztümer der Familie an Frankreich verlorengegangen waren. Durch die anschließende Mediatisierung der Reichsritterschaft gingen weitere Rechte in den verbliebenen rechtsrheinischen Besitztümern verloren. Etwa mit Erreichen der Volljährigkeit bezog Ferdinand Franz Georg das Oppenweiler Schloss. Obwohl sein Besitz um Oppenweiler im Jahr 1821 noch 725 Morgen umfasste, geriet er in finanzielle Bedrängnis, auch weil er acht Schwestern auszustatten hatte und seinen Bruder abfinden musste. Nach einem Gutachten zu seiner finanziellen Lage von 1832 richtete Ferdinand Franz Georg ein Ober-Rentamt zur Kontrolle seines Haushalts ein, dessen Direktion der Weinsberger Stadtschultheiß Heinrich Pfaff einnahm. Die Familie schloss 1837 einen Verwaltungsvertrag, der Pfaff weitreichende Vollmachten einräumte. Ferdinand Franz Georg hielt sich häufig nicht an die Abmachungen des Vertrages und vernachlässigte auch die Patronatspflichten in Oppenweiler. Der angeschlagene Familienhaushalt wurde mehrfach durch umfangreiche Güterverkäufe ausgeglichen. Ferdinand Franz Georg hinterließ zwei Söhne, Friedrich Carl und Carl Theodor.
Friedrich Carl von Sturmfeder (1816–1884) trat die Stammfolge an. Er war württembergischer Oberleutnant und Kammerherr und hatte seinen Sitz in Stuttgart. Die um die Zeit des Antritts seines Erbes erlassenen Ablösungsgesetze, durch die sich Bürger und Gemeinden von den früheren Grundherren freikaufen mussten, brachten Friedrich Carl große Einnahmen, wodurch er den Familienbesitz in Oppenweiler und Großaspach wieder bedeutend vergrößern konnte; zersplitterte und abgelegene Besitztümer an anderen Orten wurden dagegen im Lauf des 19. Jahrhunderts allesamt verkauft. Friedrich Carl ließ auch das Schloss in Oppenweiler überholen. Nachdem er ohne Erben verstorben war, trat sein Bruder Carl Theodor von Sturmfeder (1817–1901) die Fideikommissnachfolge an. Er lebte auf seinem Gut Daschnitz in Mähren und übertrug die Verwaltung des württembergischen Besitzes dem Stuttgarter Kanzleirat und katholischen Kirchenrat Georg Seibold. Carl Theodor starb kinderlos 1901, mit ihm erlosch die Familie im Mannesstamm.

### Bentzel-Sturmfeder-Horneck
Nach dem Aussterben des Mannesstamms entbrannte ein langwieriger Prozess um das Erbe, das 1904 dem Urenkel der ältesten Tochter Carl Theodors, Friedrich Karl Freiherr Horneck von Weinheim (1880–1936), zugesprochen wurde. Das Erbe umfasste 434 Hektar Grundfläche in den Gemeinden Oppenweiler, Reichenberg, Großaspach, Steinbach (alle Oberamt Backnang), Groß- und Kleiningersheim, Schozach, Ilsfeld, Lauffen (alle Oberamt Besigheim) sowie Gruppenbach und Talheim (Oberamt Heilbronn). Der in Schloss Thurn in Oberfranken lebende Friedrich Karl Horneck von Weinheim änderte außerdem mit königlicher Genehmigung seinen Namen in Sturmfeder-Horneck. Da er kinderlos war, adoptierte er die Kinder seiner zuletzt im Oppenweiler Schloss wohnenden, 1917 verstorbenen Schwester Elisabeth Freiin Horneck von Weinheim und hob den zuletzt 1843 erneuerten Fideikommiss im Jahr 1925 auf, um sein Eigentum an seinen Adoptivsohn Hans Heinrich Freiherr von Sturmfeder-Brandt zu übertragen. Dieser versuchte, durch die erfolglose Gründung eines Kurbetriebs im Oppenweiler Schloss den Familienbesitz zu erhalten, der im Jahr 1939 an seine älteste Schwester Maria Irmgard überging, die mit Götz Kraft Bentzel zu Sternau und Hohenau verheiratet war. Götz Kraft Bentzel verkaufte das Oppenweiler Schloss 1939 an die Gemeinde Oppenweiler und das seit 1768 im Besitz der Horneck befindliche Schloss Maroldsweisach an die katholische Kirche. Nachdem er im Zweiten Weltkrieg vermisst gemeldet wurde, nahm seine Frau den Namen Gräfin von Bentzel-Sturmfeder-Horneck an. Durch Übergabeverträge kam der Besitz 1965 und 1969 an ihre Kinder Mechthild Gräfin von Stauffenberg (* 1938), Gattin von Berthold Maria Schenk Graf von Stauffenberg, und Hannfried Graf von Bentzel-Sturmfeder-Horneck.
Bis heute hat die Familie ausgedehnten Grundbesitz. Die Gräflich Bentzel-Sturmfeder-Horneck’sche Kommanditgesellschaft betreibt u. a. das Graf von Bentzel-Sturmfeder Horneck’sche Weingut. Schloss Thurn wurde zum Erlebnispark Schloss Thurn ausgebaut.

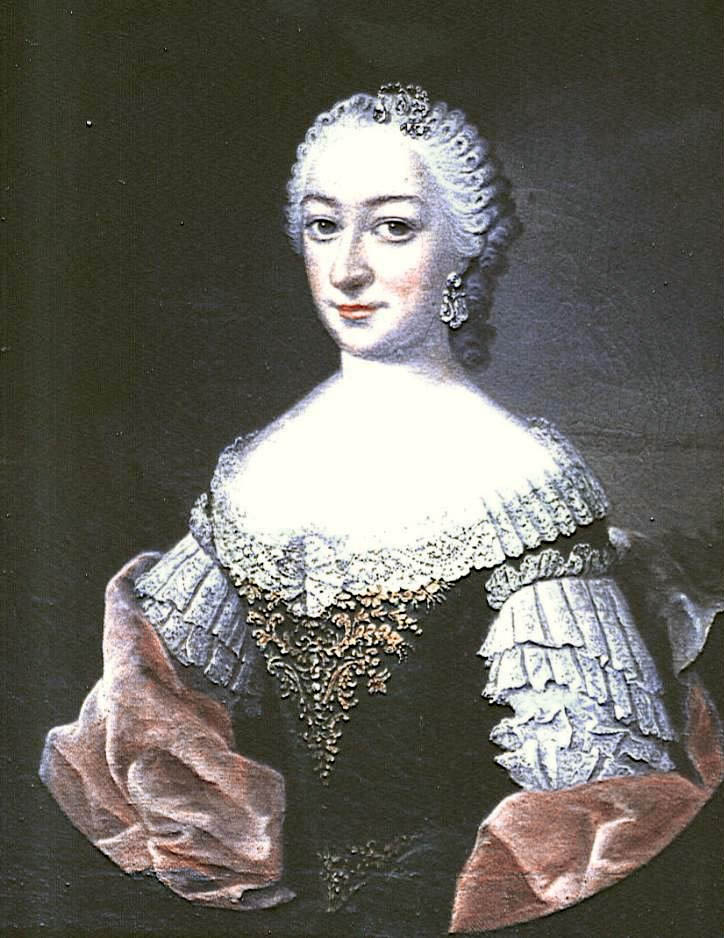
Amoena Freifrau von Sturmfeder
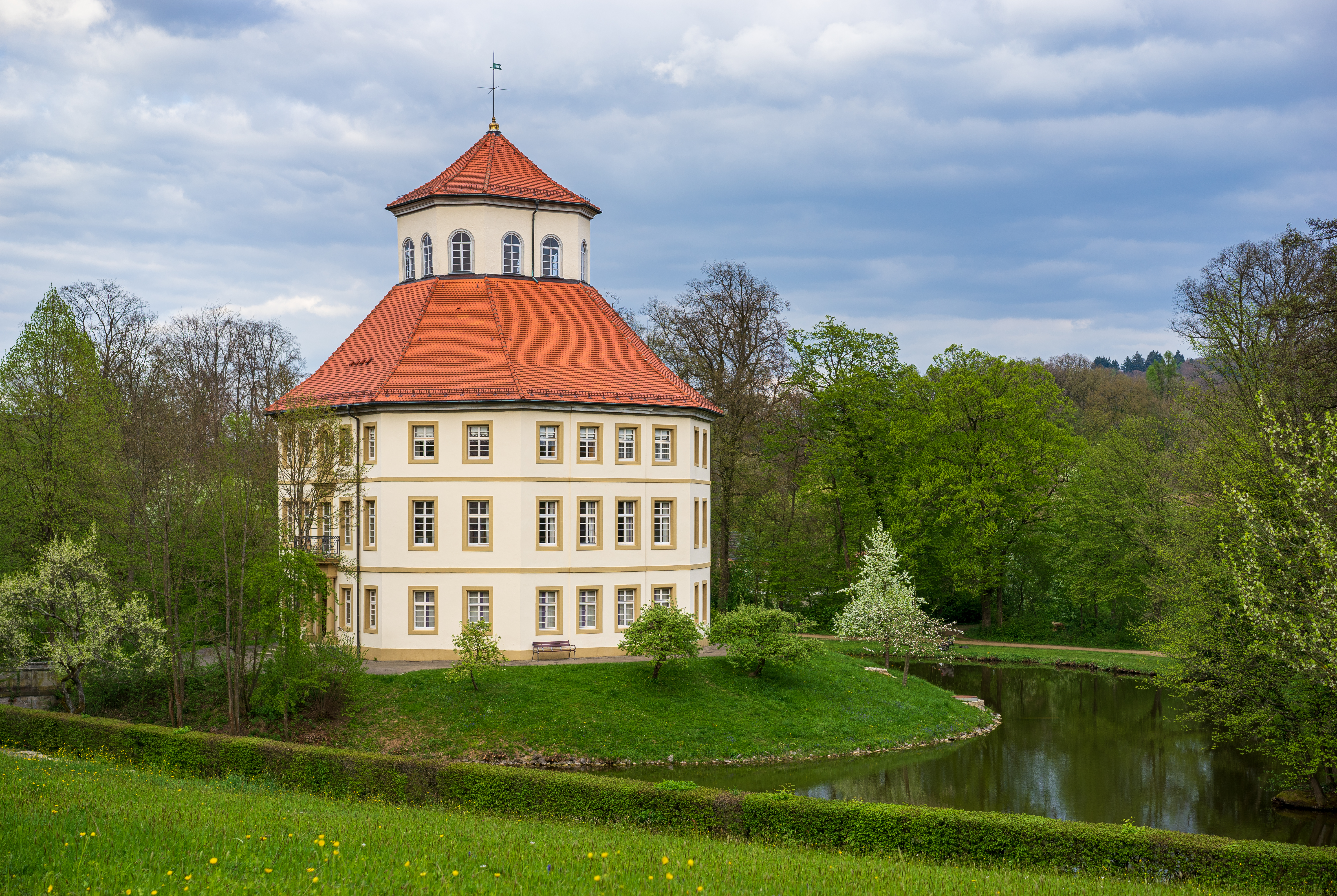
Wasserschloss Oppenweiler von 1782
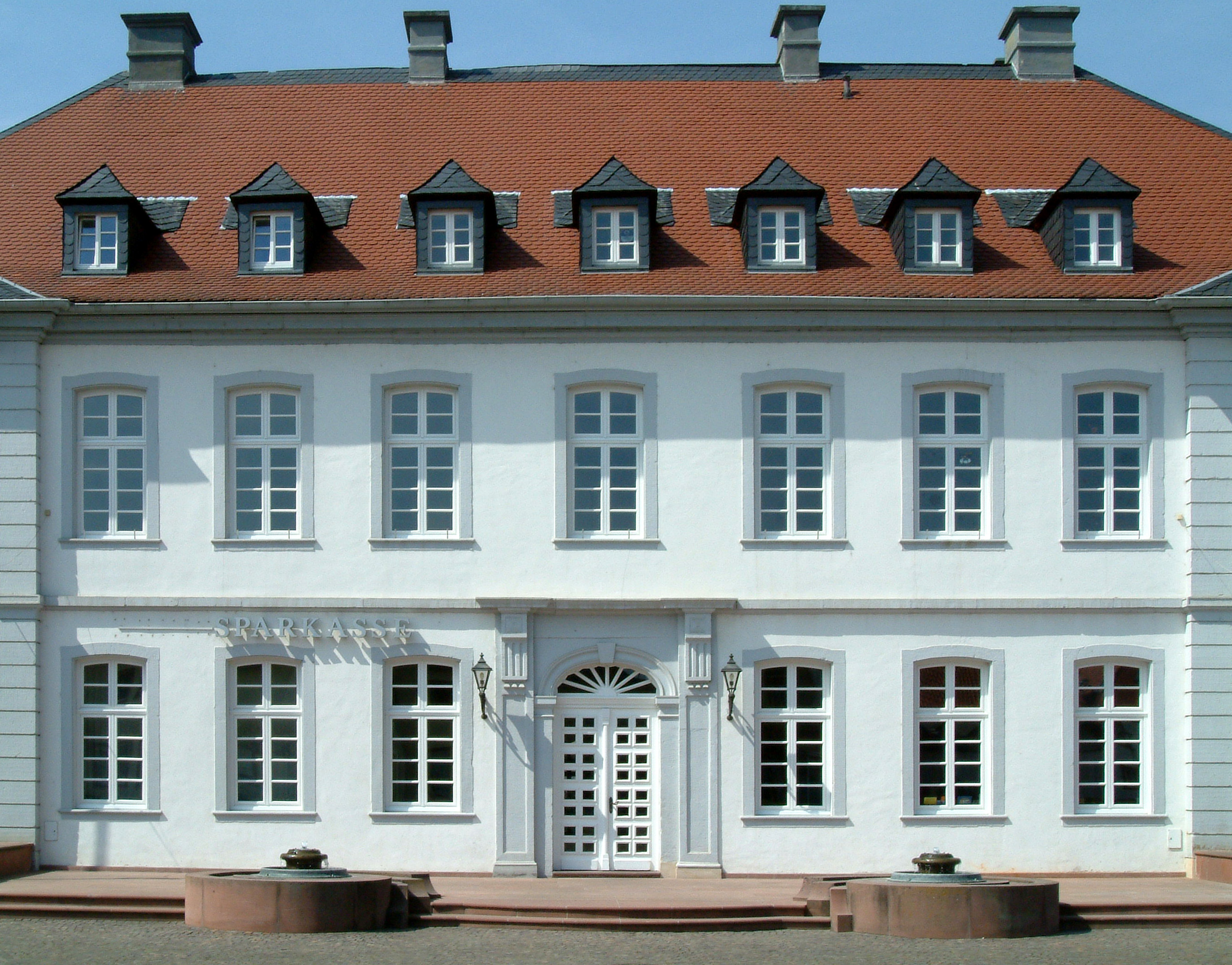
Sturmfedersches Schloss in Dirmstein, Umbau in die heutige Form um 1780
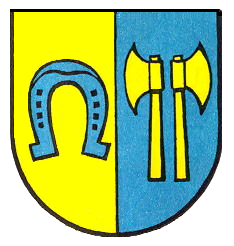
Ortswappen von Schozach mit Wappenmotiv der Sturmfeder
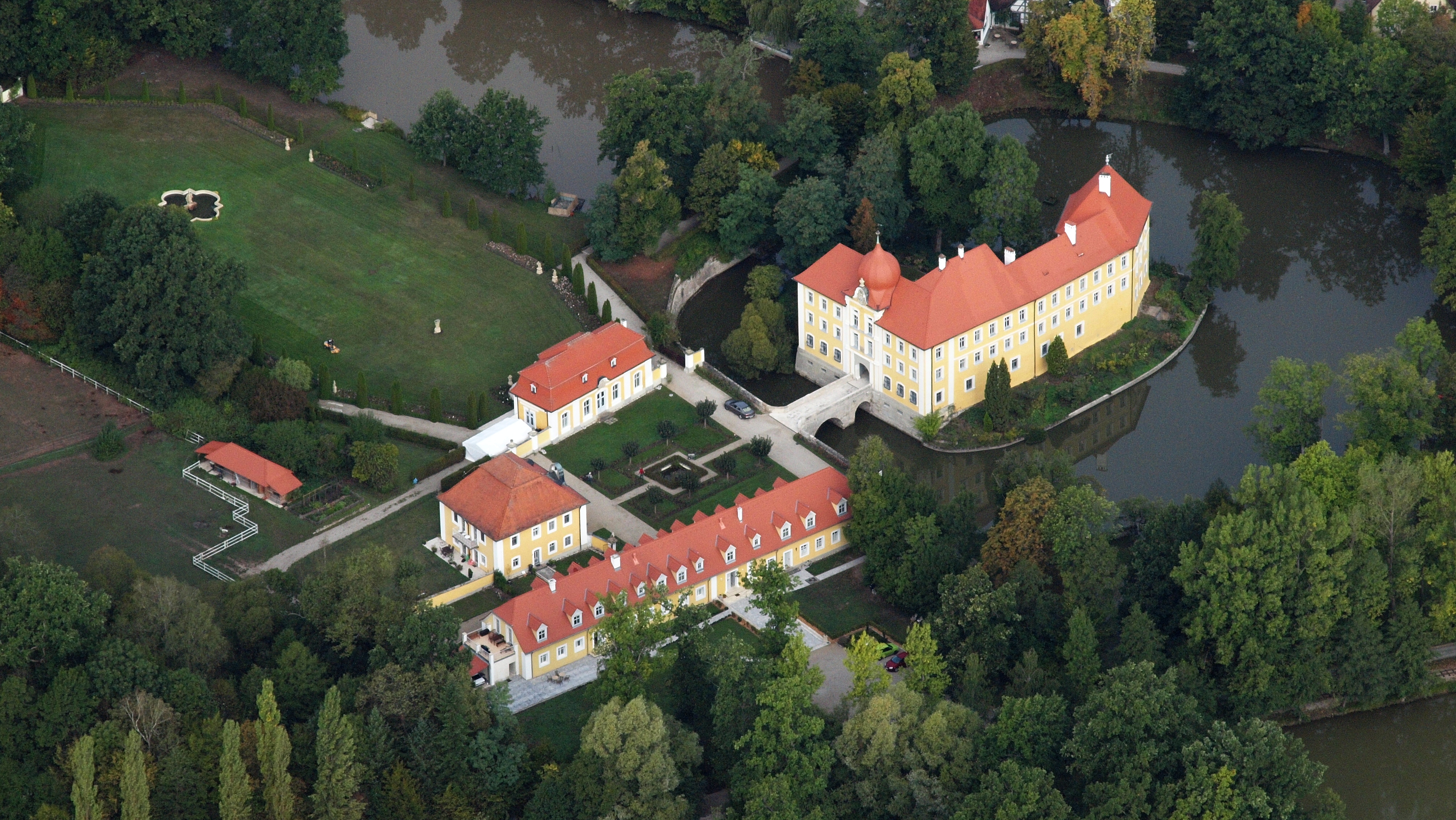
Schloss Thurn, Oberfranken